# Stéphane Courtois
Stéphane Courtois (25 de noviembre de 1947) es un historiador francés y director de la investigación académica en el CNRS (Universidad de París X), profesor en el Instituto Católico de Estudios Avanzados (CIEM) La Roche-sur-Yon. Es editor y  director de colección especializado en la historia de los movimientos y los regímenes comunistas.
El Libro Negro del Comunismo, un libro editado por Courtois, ha sido traducido a numerosos idiomas, ha vendido millones de ejemplares y está considerado como uno de los libros más influyentes y controvertidos escritos sobre la historia del comunismo en el siglo XX y los regímenes socialistas de Estado. En el primer capítulo del libro, Courtois sostiene que el comunismo y el nazismo son sistemas totalitarios similares y que el comunismo fue responsable del asesinato de unos 100 millones de personas en el siglo XX. El intento de Courtois de equiparar ambos ha sido eficaz pero controvertido, además de revisionista, además de ser tildada como una postura marginal en el mundo académico, tanto por motivos científicos como morales.
En su época de estudiante, de 1968 a 1971, Courtois fue maoísta, pero más tarde se convirtió en un firme defensor de la democracia, el pluralismo, los derechos humanos y el imperio de la ley.

## Activismo de extrema izquierda (1968-1971)
Stéphane Courtois hizo campaña 1968/71 a la organización marxista-leninista maoísta Vive Communism, que cambió su nombre en 1969 por Vive la Revolution con Roland Castro. En aquel momento dirigió durante un tiempo la organización de la biblioteca, situada en la calle Geoffroy-Saint-Hilaire, en París. Se describe a sí mismo como un ex "anarco-maoísta" que, igual que muchos, "se arrepintió" de pertenecer a la extrema izquierda y más tarde se convirtió en partidario de la democracia representativa[cita requerida] de partidos múltiples y en un furibundo anticomunista.
Abierto crítico del comunismo, empezó a ser conocido mundialmente tras editar El libro negro del comunismo, un trabajo de 800 páginas publicado en octubre de 1997. Este libro, realizado por un equipo de historiadores como Nicolas Werth o Jean-Louis Margolin, dirigidos por Courtois, hace un repaso a los crímenes perpetrados por el comunismo autoritario de tipo estalinista y maoísta, considerados capitalismo de estado por los comunistas democráticos y eurocomunistas. Ha vendido millones de copias en todo el mundo y ha sido traducido a varios idiomas.

## Obras
- El libro negro del comunismo. Stéphane Courtois, Nicolas Werth, Jean-Louis Panné, Andrzej Paczkoski, Karel Bartosek, Jean-Louis Margolin. Espasa-Planeta, 1998.